# Termodynamický cyklus
Termodynamický cyklus (též tepelný oběh nebo termodynamický oběh) je sled několika na sebe navazujících termodynamických dějů, jejichž vykonáním se systém dostane zpět do výchozího stavu. Vlastnosti systému závisí pouze na jeho termodynamickém stavu, přičemž během oběhu můžeme do systému přivádět nebo odvádět teplo nebo práci. Tato výměna energie s okolím však vždy respektuje první termodynamický zákon.

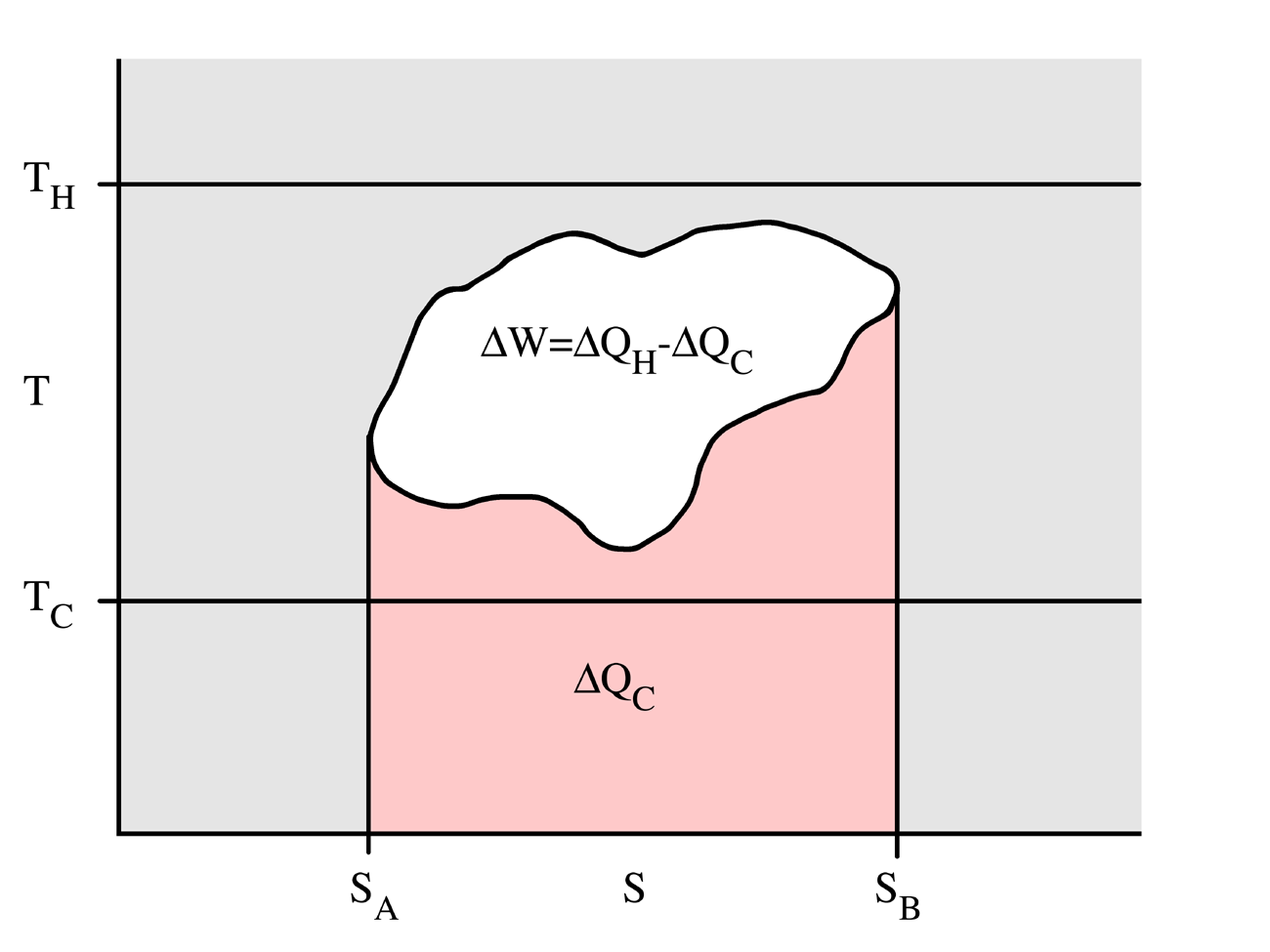
Obecný tepelný oběh v T-s diagramu. Bílá uzavřená plocha je úměrná práci cyklu, červená plocha je úměrná odvedenému teplu, jejich součet je úměrný přivedenému teplu.

## Stavový diagram termodynamického cyklu
Obrazem termodynamického cyklu ve stavovém diagramu (například p-V nebo T-s) je vždy uzavřená křivka. Tepelné cykly se dělí na:
1. cykly motorů nebo přímé cykly – v nichž se teplo dodávané ze zásobníku s vyšší teplotou přeměňuje na práci za vzniku zbytkového tepla, které je nutné odvádět do zásobníku s nižší teplotou. Pracovní cyklus takovéhoto stroje ve stavovém diagramu probíhá po směru hodinových ručiček.
2. cykly chladicích strojů nebo obrácené cykly – v nichž se přivedená mechanická práce spotřebovává na přenos tepla ze zásobníku s nižší teplotou do zásobníku s vyšší teplotou. Pracovní cyklus takovéhoto stroje ve stavovém diagramu probíhá proti směru hodinových ručiček.

## Vratné a nevratné oběhy
Vratný tepelný oběh je oběh složený pouze z vratných termodynamických procesů. Pokud je alespoň jeden proces nevratný, je celý oběh nevratný. Vratné procesy a oběhy nejsou v přírodě nebo technických zařízeních dosažitelné. Jsou však užitečné pro teoretické zkoumání, slouží jako ideální modely reálných procesů a oběhů.

## Teoretické tepelné oběhy
Pro modelovou analýzu a výpočet parametrů tepelných oběhů se používají zjednodušené cykly složené ze základních termodynamických dějů. Jsou to například:
- Carnotův cyklus
- Ottův cyklus
- Dieselův cyklus
- Seiligerův cyklus
- Humphreyův cyklus
- Ericssonův–Braytonův cyklus
- Jouleův–Braytonův cyklus

## Realizace tepelného oběhu
Praktickou realizaci tepelného oběhu představuje tepelný stroj.